# بودابست هونفيد
نادي بودابست هونفيد لكرة القدم (بالإنجليزية: Budapest Honvéd Football Club)‏ نادي كرة قدم مجري يلعب في البطولة الوطنية الأولى. تأسس سنة 1909 .